# Р12-2
Р12-2 (ТС-233) — первая монолитная интегральная схема, серийно выпускавшаяся в СССР. Прототип, изобретённый инженером-физиком НИИ-131 Л. И. Реймеровым, был изготовлен на «Светлане» в июне 1960 года. Серийный выпуск Р12-2 был развёрнут на Рижском заводе полупроводниковых приборов в 1961—1962 годы и продлился до 1995 года. Быстродействующий вариант схемы, внедрённый в 1963—1965 годы, получил обозначение Р12-5. В ходе стандартизации радиоэлектронной номенклатуры в 1969—1970-е годы Р12-2, Р12-5 и построенные на их базе модули были классифицированы в 102, 103, 116 и 117-ю серии интегральных схем.
Р12-2 изготовлялись по диффузионно-сплавной технологии производства германиевых биполярных транзисторов. На германиевом кристалле «твёрдой схемы» размещались два биполярных транзистора и два резистора, выполнявшие совместно логическую функцию 2ИЛИ-НЕ. Одновременно с Р12-2 НИИ-131 разработал серийные модули (гибридные интегральных схемы) семейства «Квант», каждый из которых нёс до четырёх кристаллов Р12-2. Основным применением модулей «Квант» были вначале авиационные бортовые цифровые вычислительные машины (БЦВМ) «Гном» пилотажно-навигационного и прицельного комплекса «Купол», имевшие среднюю, по меркам 1960-х годов, производительность в 100 тысяч операций в секунду и низкое энергопотребление (70 Вт на полноценную 16-разрядную БЦВМ). В 1970-е годы модули «Квант» в больших количествах применялись в квазиэлектронных АТС завода ВЭФ.

## Изобретение, разработка, запуск в производство

### Историография вопроса
Первый очерк истории создания советских «твёрдых схем» опубликовал в 2009 году Б. М. Малашевич, опиравшийся на свидетельства Ю. В. Осокина. В этой версии вся разработка была сосредоточена на Рижском заводе полупроводниковых приборов (РЗПП), а все основные технические решения принадлежали Осокину. Ленинградский НИИ-131 предложил рижанам создать многоэлементную схему весной 1962 года, осенью того же года Осокин получил первые работоспособные образцы, а к декабрю 1962 года РЗПП выпустил пять тысяч Р12-2. В 2019 и 2020 годы версию Малашевича оспорили организатор выпуска Р12-2, главный конструктор БЦВМ «Гном» Е. М. Ляхович и разработчик ОЗУ «Гнома» В. Я. Шнырин. В их изложении основным автором изобретения был инженер-физик НИИ-131 Л. И. Реймеров, первые опытные образцы «элемента Реймерова» изготовили на «Светлане» летом 1960 года, а Осокин занимался лишь технологией и организацией серийного выпуска на РЗПП. В публикациях 2023 года Малашевич признал ошибочность своих прежних взглядов и публично присоединился к версии Ляховича и Шнырина, которая и стала основной.

### «Элемент Реймерова»

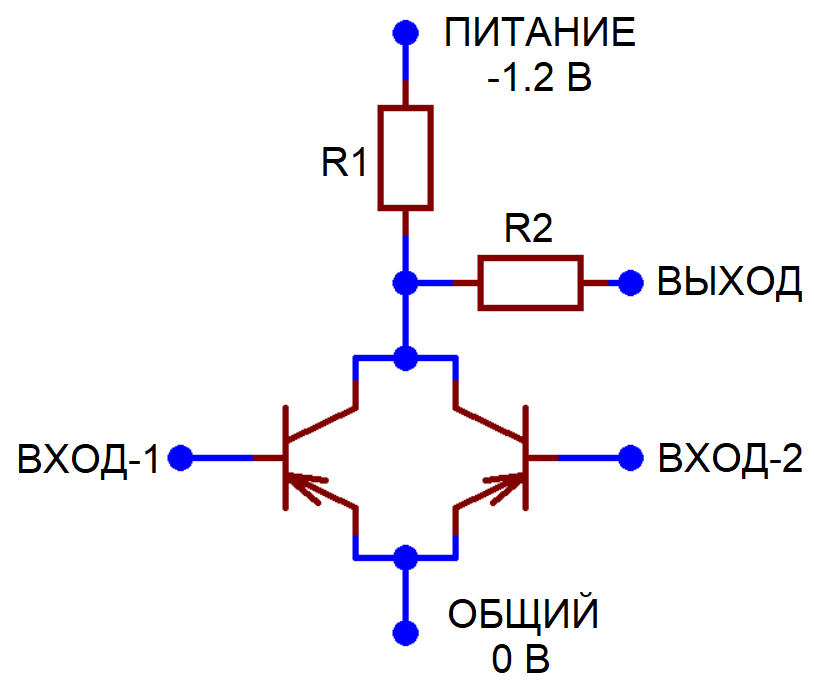
Принципиальная схема «универсального элемента» Р12-2

Четырёхслойный «элемент Реймерова» по авторскому свидетельству 163790 от 22 июля 1964 (заявка от 8 марта 1962)

В конце 1950-х годов советские разработчики авиационной радиоэлектроники осознали, что комплексная, взаимосвязанная работа новейших систем возможна только под управлением компьютера (в авиакосмической терминологии — бортовой цифровой вычислительной машины, БЦВМ). Институты и КБ Минавиапрома и Минрадиопрома начали параллельную разработку конкурирующих проектов БЦВМ. Единственная принятая в серию БЦВМ этого поколения, транзисторная «Пламя-263», оказалась практически непригодной для авиации из-за чрезмерного веса и энергопотребления.
Разработчиков первых БЦВМ привлекала простота и функциональная полнота универсального логического элемента — двухтранзисторной ячейки 2ИЛИ-НЕ («стрелки Пирса»). Используя такой элемент, надёжно работающий в ключевом режиме, можно было создавать компактные, экономичные логические схемы любой сложности с предельно возможной унификацией. Работы в этом направлении, которые вели ленинградские и рижские предприятия под руководством НИИ-131, и привели к созданию монолитного «универсального элемента», известного под именами Р12-2, Р12-5 и ТС-233. Понятия интегральной схемы тогда ещё не существовало, и новые элементы назывались «твёрдыми схемами», ТС.
НИИ-131 начал прорабатывать перспективные «твёрдые схемы» в 1960 году. В мае 1960 года Л. И. Реймеров предложил использовать в «стрелке Пирса» монолитные двухтранзисторные структуры. Диффузионно-сплавная технология на «Светлане», где проходил практику Реймеров, позволяла создавать транзисторные «двойки» с общим коллектором, но не высокоомные сопротивления. Реймеров предложил способ создания на том же кристалле слоистых диффузионных сопротивлений величиной 200—300 Ом; такой кристалл мог выполнять функцию «стрелки Пирса» без единого навесного элемента. В июне 1960 года однокурсник Реймерова по ЛЭТИ, инженер-технолог «Светланы» О. В. Веденеев тайно, по знакомству изготовил опытную партию в несколько сотен ячеек.
В октябре 1960 года ленинградцы успешно продемонстрировали работающий макет счётчика на «ячейках Реймерова» московскому начальству. В то время руководство отрасли ещё не делало ставок на кремниевые планарные технологии и прямое копирование американских разработок, и проект был одобрен. В начале 1961 года в стенах НИИ-131 заработал собственный участок опытного производства — но он по-прежнему зависел от доброй воли смежников со «Светланы», а реорганизация отрасли 1962 года сделала производство внутри НИИ и вовсе невозможным.

### Опытное производство
Весной 1961 года НИИ-131 разместил в Риге заказ на опытную партию «ячеек Реймерова». По случайному совпадению почтовый ящик завода и абонентский ящик НИИ имели один и тот же номер, 233 — так рижская «твёрдая схема» получила обозначение ТС-233. Ленинградцы поставили в Ригу стенды для полуавтоматического контроля продукции, само же производство оставалось полностью ручным. Работницы вручную, под микроскопом, распаивали выводы кристаллов, а для переноса на кристаллы крохотных кусочков фольги, образовывавших при плавлении эмиттеры транзисторов, использовали шипы акации. Вторую партию в 15 тысяч штук, предназначенную для опытной БЦВМ «Гном», завод согласился выпустить в 1962 году; тогда же было формально зарегистрировано обозначение Р12-2.
Именно на этом этапе, по свидетельству Ляховича, в истории Р12-2 появился технолог Осокин. Он взялся заменить слоистый диффузионный резистор «элемента Реймерова» на объёмный, что должно было повысить предельно допустимую рабочую температуру. Схема Осокина, имевшая в плане характерную форму лопаты или гитары, действительно уверенно работала при температурах до +70°С, но переключалась намного медленнее первоначальной схемы Реймерова. К концу 1962 года именно осокинский вариант стал основным, сохранив название Р12-2. В 1963 году Реймеров предложил усовершенствованную конструкцию с восьмикратным выигрышем в быстродействии. Осокин отказался включить её в производственный план, и лишь после долгих уговоров и переговоров согласился на параллельный выпуск двух вариантов — первого, медленного под маркировкой Р12-2 и нового, быстрого Р12-5. Позже, в ходе унификации номенклатуры советских электронных компонентов, Р12-2 переименовали в 102-ю серию интегральных схем, а Р12-5 — в 103-ю серию.
Выпуск заведомо худшей, но уже отлаженной Р12-2 страховал проект от непредвиденных осложнений при освоении Р12-5. К 1963 году руководители отрасли осознали бесперспективность германия и открыто советовали рижанам «гнать в шею этих ленинградцев с завода»; ленинградцы и рижане опасались, что программа может быть закрыта в приказном порядке и не могли рисковать. Осокин, несмотря на давление Москвы и заводского начальства, всегда поддерживал производство германиевых схем — даже тогда, когда интересы завода требовали перевода работниц на выпуск более выгодной продукции. Осокин, по мнению Ляховича, был ответственным, но неразборчивым в средствах исполнителем. В своих публикациях и патентных заявках он необоснованно присвоил результаты чужих работ, а в XXI веке ввёл в заблуждение Малашевича.

## Конструкция и технологии

Структура трёхслойной «осокинской» Р12-2 с объёмным резистором и компоновка кристалла в индивидуальном корпусе-таблетке. Протекание тока указано для включённого состояния (логический ноль на выходе)

### Р12-2
Конструкторы и технологи, создававшие Р12-2, не располагали информацией об уже испытанной в США планарной технологии — они использовали диффузионно-сплавной процесс производства германиевых транзисторов П401—П403, разработанный в московском НИИ-35 М. М. Самохваловым и внедрённый на РЗПП в начале 1960 года. В начале процесса на верхней поверхность пластины p-типа проводилась сплошная диффузия сурьмы, формировавшая базовый слой n-типа толщиной 7 мкм. В ходе первой фотолитографии создавалась маска под эмиттер, через которую осаждали и вплавляли эмиттерный сплав PbInSb. Вторая фотолитография формировала на поверхности две мезы двух транзисторов. Излишки германия вокруг мез стравливались, изолируя две базы друг от друга. Третья диффузия создавала маску, задававшая форму конечного изделия в виде «гитары» или «лопаты», «черенок» которой служил коллекторным резистором, а «острие штыка» — выходным балластным резистором.
После глубокого травления пластина шлифовалась с оборотной стороны до толщины 100 мкм и при этом распадалась на отдельные «лопаты» размером 1,4 мм в длину и 0,6 мм в ширину. Выводы выполнялись золотой проволокой диаметром 50 мкм. При необходимости «лопаты» корпусировались в металлические «таблетки» диаметром 3 мм и толщиной 0.8 мм и герметизировались заливкой компаундом. Практика показала, что заливка создавала в проволочных выводах чрезмерные напряжения и приводила к обрывам выводов.

### Р12-5
Усовершенствованная Р12-5 была четырёхслойной и имела простую прямоугольную форму. Исходные пластины имели проводимость n-типа; коллекторный слой p-типа формировался диффузией цинка при 900 °C. Базы и эмиттеры формировались так же, как и в Р12-2, а разделение пластины на кристаллы выполнялось скрайбированием. Из-за сложности проведения диффузии цинка выход годных Р12-5 был низким, а себестоимость высокой. Р12-5 выпускалась относительно немногочисленными партиями и не смогла вытеснить Р12-2.

### Модули «Квант»

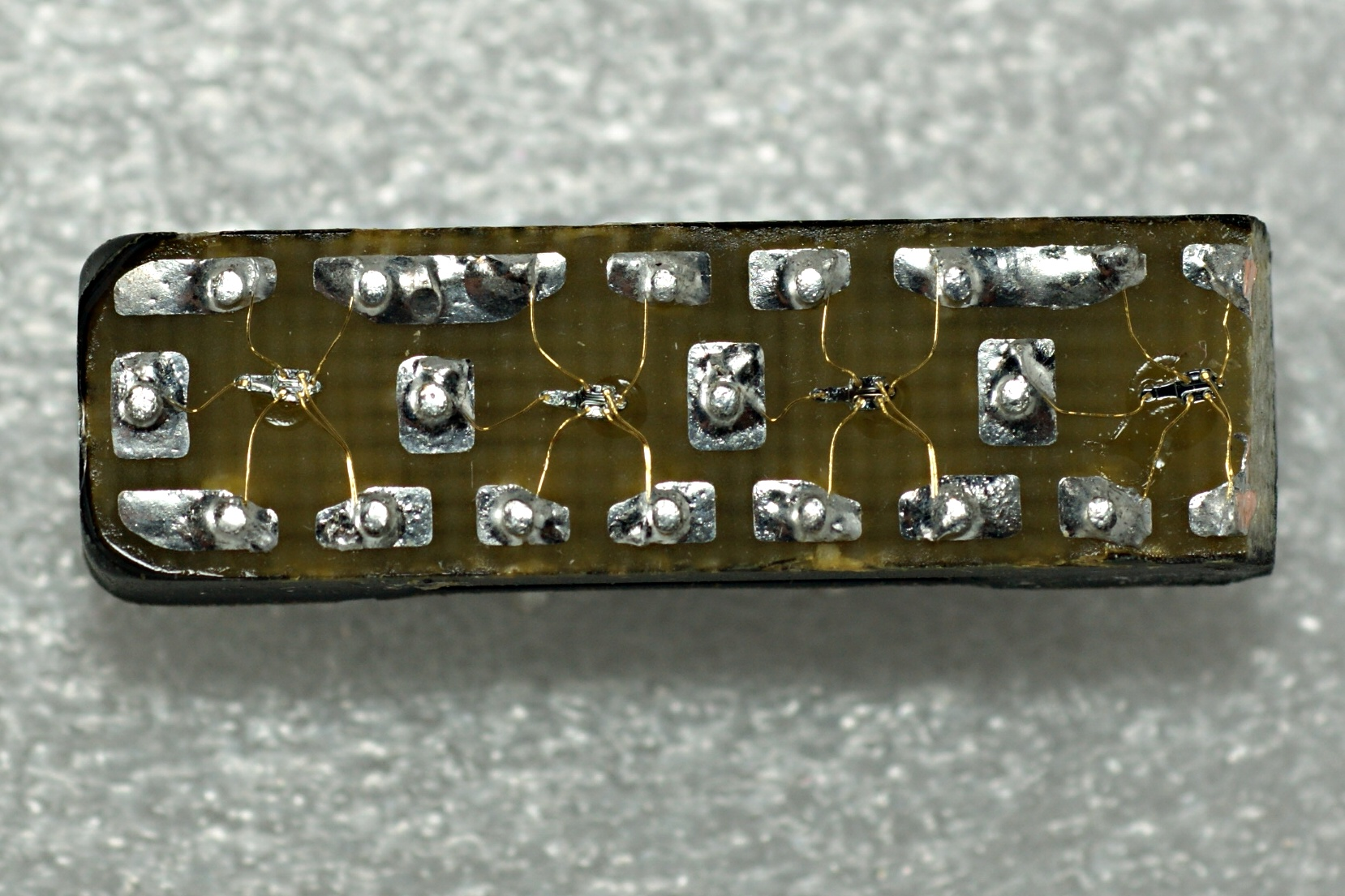
Четыре бескорпусные Р12-2 на плате модуля «Квант» 116-й серии

Миниатюрные Р12-2 с тонкими золотыми выводами плохо подходили для непосредственного монтажа на радиозаводах. Уже в 1960 году, в ходе проектирования перспективной БЦВМ, специалисты НИИ-131 начали прорабатывать следующие уровни интеграции. Разработка шла сверху вниз — вначале появился конструктив группового модуля (МГ) второго уровня — печатной платы на 90 микромодулей, а в начале 1961 года лаборатория А. Н. Пилипенко спроектировала конструктив серийного «твердосхемного модуля» на четыре кристалла Р12-2, получившие обозначение «Квант».
Основой модуля «Квант» служила текстолитовая печатная микроплата, на которую запрессовывались до 14 жёстких выводов с шагом 2.5 мм. Собранная плата помещалась в металлический корпус размером 21,6×6,6×3,1 мм и герметизировалась заливкой эпоксидным компаундом. «Квант» фактически представлял собой первую в мире гибридную интегральную схему двухуровневой интеграции. В набор первой серии входило семь различных модулей, а для БЦВМ с резервированием «Гном-А» дополнительно ввели восьмой тип. Коммутация и назначение выводов модулей были продуманы так, чтобы гарантировать трассировку сложных двусторонних печатных плат без использования навесных перемычек. Расчётная плотность монтажа — до десяти логических элементов на 1 см3.
В 1961—1965 году модули «Квант» собирались силами НИИ-131 и комплектовались бескорпусными Р12-2. Перенос сборки модулей сначала в Гатчину (1966—1967), а затем в Жигулёвск (1968—1971) потребовал приспособить конструкцию Р12-2 к транспортировке — так появились серийные Р12-2, корпусированные в металлические «таблетки». В 1971 году сборку модулей поручили рижскому заводу, необходимость промежуточного корпусирования отпала, и конструкция вернулась к первоначальному варианту 1961 года, получившему новое обозначение «Квант-М». Модули на основе Р12-2 образовали 116-ю серию интегральных схем, модули на основе Р12-5 — 117-ю серию. Разработанные для военных задач модули не были засекречены: в 1965 году было открыто опубликовано научное описание «элемента Реймерова», в 1966—1967 годы НИИ-131 выпускал рекламные проспекты с техническими описаниями серии. Согласно этим проспектам, фактическая стоимость одного модуля в 1966 году составила 16 рублей, плановая на 1967 год — 10 рублей.

## Характеристики
Средняя задержка распространения сигнала через Р12-2 составляла 200 нс, максимальная — 300 нс, что позволяло строить 16-разрядные БЦВМ с производительностью 100 тысяч операций в секунду. В 1960-е годы такая скорость считалась средней. Модули на Р12-5 переключались в 3-4 раза быстрее.
Особенностью германиевой логики было непривычно низкое напряжение питания в −1,2 В и соответственно небольшой размах между уровнями логического нуля (−0,12 В) и единицы (−1.2 В без подключения нагрузки и всего −0.3 В под нагрузкой). Это уменьшало среднее потребление энергии до 3,6 мВт на вентиль, а полный комплект БЦВМ «Гном 1-66» потреблял всего 70 Вт. Если ранние образцы БЦВМ на предсерийных Р12-2 требовали охлаждения погружением плат в жидкий фреон, кипящий при +24 °C, то в серийных изделиях температурный режим поддерживала компактная закрытая система испарительного охлаждения на тепловых трубках. Корпус «Гнома» при этом был полностью герметичным; тепло сбрасывалось на оребрённый радиатор, расположенный вне корпуса. С другой стороны, малый размах между уровнями нуля и единицы ухудшал помехоустойчивость и ужесточал требования к качеству электропитания. Благодаря термостатированию модулей БЦВМ допустимый разброс напряжения питания мог доходить до ±15 %; самой же трудной практической проблемой оказалась устойчивость схем к кратковременным просадкам напряжения при включении мощных бортовых потребителей энергии.
В 1963—1966 годы НИИ-131 испытал модули на Р12-2 на радиационную стойкость на Семипалатинском полигоне. Германий оказался устойчивее кремния. Результаты этих испытаний, по свидетельству Ляховича, востребованы не были.

## Применение

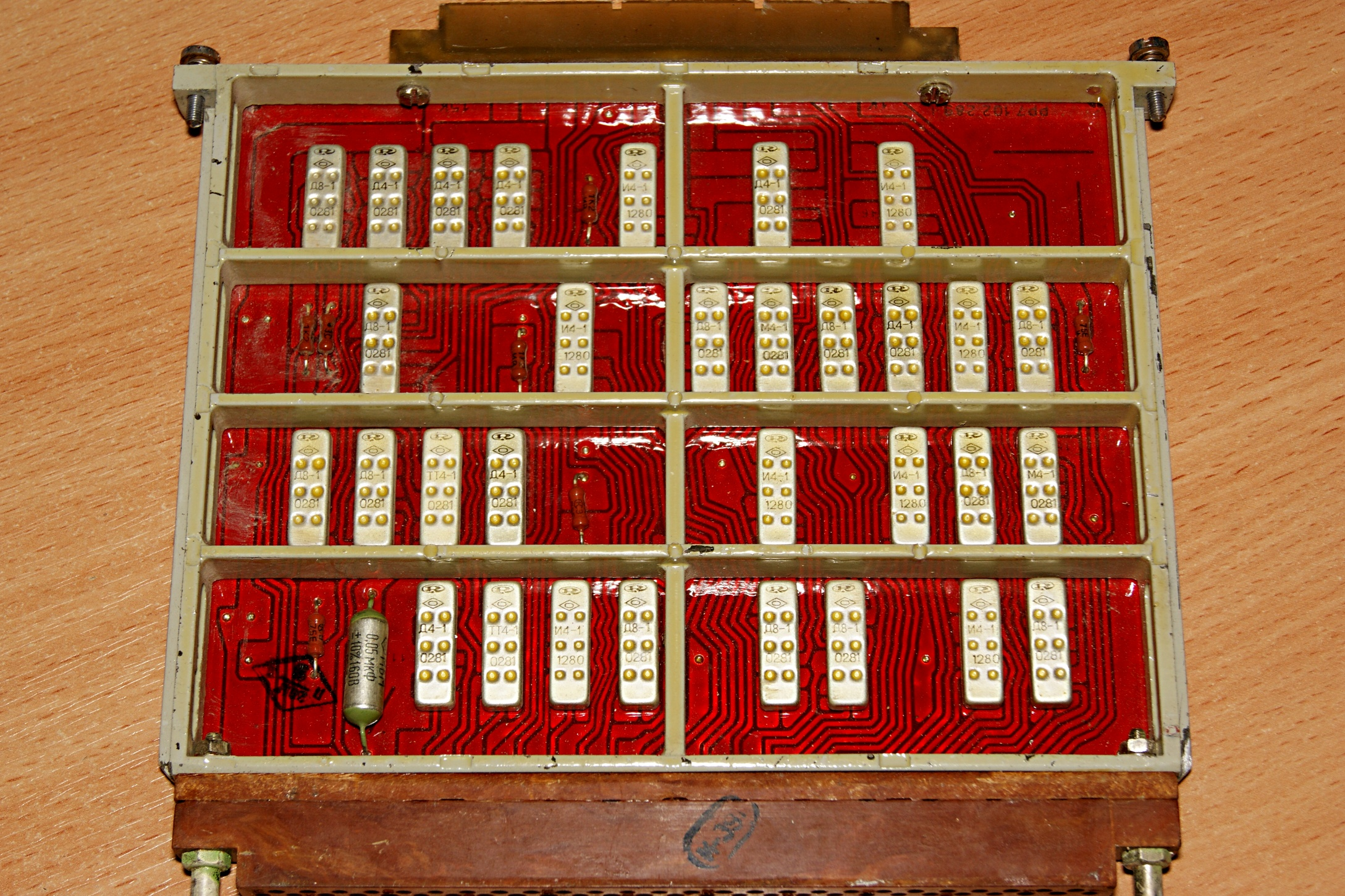
Плата АТС П-439 на модулях «Квант» 116-й серии (48 посадочных мест, фактически использованы 31). Модули датированы 1980 и 1981 годами

Потребителями модулей «Квант» в 1960-е годы были сам НИИ-131 и его заводы-смежники, собиравшие серийные авиационные БЦВМ семейства «Гном». К 1964 году промышленность США, за которой пристально следили советские военные заказчики, уже освоила кремниевые интегральные схемы — но накопленный задел по «Кванту» был столь велик, что даже убеждённый сторонник перехода на кремний А. И. Шокин не решился свернуть германиевый проект. Ляхович также понимал, что время германия проходит, и ему нужно было немедленно найти заказчика, имеющего надёжные связи с военными и обязанного сдать опытный образец на испытания не позже 1966 года. Таким внутренним заказчиком стал В. Л. Коблов — главный конструктор пилотажно-навигационного и прицельного комплекса строившегося военно-транспортного самолёта Ан-22. БЦВМ Ляховича под кодовым обозначением «Гном» стала ядром «Купола». Благодаря тому, что задачи создания элементной базы, проектирования ЭВМ и её программирования велись параллельно, на реализацию проекта — от первых опытов 1960 года до лётных испытаний — ушло всего шесть лет. Первый, стационарный образец действующего «Гнома 1-66» был представлен в конце 1965 года, в 1966 году состоялись лётные испытания на борту переоборудованного Ан-26, в 1968 году начался серийный выпуск БЦВМ на заводе в Жигулёвске. Один бортовой комплект «Гном 1-66» требовал около 15 тысяч «элементов Реймерова» (4640 модулей), один «Гном-А» — 35 тысяч.
Мнение о том, что Р12-2 или «кванты» также применялись в разработках КБ-1, по утверждению Ляховича, несостоятельно. КБ-1 не разрабатывало аппаратуры на германиевых «твёрдых схемах», его руководство считало германий бесперспективным. Вторым после НИИ-131 реальным заказчиком был рижский завод ВЭФ. В начале разработки Р12-2 главный инженер РЗПП Л. Я. Мисуловин предложил руководству ВЭФ использовать перспективные схемы в квазиэлектронных АТС. Мисуловин перешёл работать на ВЭФ, и в 1968 году запустил в серию первую в СССР квазиэлектронную АТС — так в 1970-е годы именно ВЭФ стал основным потребителем «Квантов». Если в 1960-е годы, по свидетельству Осокина, производство модулей исчислялось сотнями тысяч в год, то в 1970-е годы счёт шёл на миллионы. В 1985 году РЗПП выпустил 1.2 млн модулей 116 и 117-й серий.
Воодушевлённые успехом рижане продолжали делать ставки на германий. В Риге построили новый завод, рассчитанный на установку пятнадцати автоматизированных линий для производства Р12-2 и Р12-5. Одну такую линию, спроектированную конструкторами РЗПП, удалось довести до опытной эксплуатации, но было уже поздно: кремний бесповоротно вытеснил германий. Новейшее оборудование ушло в металлолом, а производство Р12-2, Р12-5 и модулей «Квант» продолжилось по-старому, вручную, «на столах» до 1995 года. Необычно долгий срок выпуска давно устаревших германиевых модулей был обусловлен длительными сроками производства и службы носителей БЦВМ — самолётов Ан-22 и Ил-76. В октябре 1989 года, когда изношенные автоматические системы контроля и отбраковки германиевых схем пришли в негодность, избранный на должность гендиректора ПО «Альфа» Осокин призвал военно-промышленную комиссию СССР отменить госзаказ на 102, 103, 116 и 117-ю серии и получил решительный отказ. Коблов, занимавший пост заместителя председателя ВПК, потребовал любыми средствами продолжить выпуск «Квантов» до завершения программы производства Ил-76, расписанной до 1995 года. «Купол» устраивал авиаторов, и его замена или модернизация не планировались. Коблов выдели на модернизацию производства полмиллиона рублей, а Осокин сумел продолжить бесперебойную поставку модулей.

## Комментарии
1. ↑  В мемуарах Е. М. Ляховича и В. Я. Шнырина — Рижский приборный завод, РПЗ.
2. ↑  Борис Михайлович Малашевич (род. 1941) — участник разработки суперЭВМ 5Э53 и 41-50, мини-ЭВМ «Электроника НЦ-1» и микропроцессорных комплектов серий 587, 588, 1883 и 1802 (ОАО «Ангстрем»). Инициатор и организатор выпуска серии книг «Созидатели отечественной электроники»[4].
3. ↑  Владимир Яковлевич Шнырин — с 1964 года конструктор НИИ-131, разработчик ОЗУ БЦВМ «Гном»[6], в 2010е годы — организатор выпуска мемуаров Ляховича[7].
4. ↑  Шнырин датирует факт изобретения и подачи патентной заявки 1959 годом[15], Ляхович и Малашевич — 1960 годом.
5. ↑  Олег Веденеев был направлен на «Светлану» по распределению в 1960 году[17] и работал инженером-технологом на линии производства германиевых транзисторов[18]. К 1962 году Веденеев — начальник участка производства твёрдых схем в НИИ-131[19].